# Практическая астрономия
Практическая астрономия — один из разделов астрометрии, описывающий способы нахождения географических координат, определения координат небесных светил, исчисления точного времени, а также нахождения азимута.
В настоящее время многие задачи практической астрономии решаются с помощью спутниковых систем навигации.
Для решения задач практической астрономии используются сведения из сферической астрономии и применяются данные из звёздных каталогов.
Один из основных используемых инструментов, это так называемый универсальный инструмент, также применяются секстанты, переносной пассажный инструмент, зенитная фотографическая труба, зенитный телескоп и другие.

## Определение координат
Для быстрого, но не слишком точного определения широты и долготы используется метод, суть которого заключается в том, что ищутся точки пересечения кругов равных высот у двух (или более) светил. Круг равных высот — это геометрическое место точек на поверхности Земли в которых наблюдаемое светило имеет одно и то же зенитное расстояние.
Допустим, проведя наблюдение первого светила, наблюдатель нашёл, что его зенитное расстояние равно 30°, значит он находится в круге равных высот этого светила со сферическим радиусом 30°. Чтобы найти где конкретно в этом круге он находится, наблюдатель делает замер зенитного расстояния второго светила. Полученные круги пересекаются в двух точках, зная приблизительное местонахождение, легко определить какие из найденных координат нужные. Самые точные результаты получаются, если азимуты двух выбранных светил отличаются на 90°.
Построение кругов равных высот на меркаторской карте является невозможным, поскольку обычно круги равных высот имеют радиус порядка нескольких тысяч морских миль. Круги равных высот могут быть нанесены на глобус, однако в этом случае полученный результат будет обладать невысокой точностью. Поэтому в практической астрономии и астрономической навигации употребляются метод Сомнера и метод переносов, в которых вместо целых кругов равных высот на меркаторской карте строятся фрагменты секущих (в методе Сомнера) или касательных (в методе переносов) линий к кругам равных высот. В случае точного измерения высоты светил и не менее точного измерения времени данные методы способны обеспечить точность определения географических координат наблюдателя до плюс/минус 6 угловых секунд (около 200 метров, 1 кабельтов или 1/10 морской мили).

## Определение местного времени
Осуществляется путём вычисления поправки часов, измеряемой с помощью пассажного инструмента, которым наблюдаются моменты прохождений серии звёзд через меридиан с точной их регистрацией.
Также для вычисления местного времени можно применить способ Каврайского и способ Мазаева, в первом способе производят наблюдения над несколькими парами звёзд расположенных попарно на равных высотах, во втором наблюдают серию звёзд на равных зенитных расстояниях, но разных азимутах.